# Starfall
Starfall è il terzo album in studio della band svedese Dragonland, pubblicato nel 2004 dalla Century Media.

## Tracce
1. As Madness Took Me – 3:57
2. Starfall – 3:19
3. Calling My Name – 4:49
4. In Perfect Harmony – 4:42
5. The Dream Seeker – 5:32
6. The Shores of Our Land – 6:46
7. The Returning – 4:41
8. To the End of the World – 4:40
9. The Book of Shadows Part I: A Story Yet Untold – 3:13
10. The Book of Shadows Part II: The Curse of Qa'a – 2:51
11. The Book of Shadows Part III: The Glendora Outbreak – 4:51

## Formazione
- Jonas Heidgert - voce
- Olof Mörck - chitarra
- Nicklas Magnusson - chitarra
- Christer Pedersen - basso
- Elias Holmlid - tastiere, sintetizzatore
- Jesse Lindskog - batteria